# Járomi Mónika
Járomi Mónika (Budapest, 1973. január 6. –)  paralimpiai bajnok, kétszeres világbajnok, kétszeres Európa-bajnok para-úszó, szociális munkás.

## Sportpályafutása
A központi idegrendszer sérülése miatt lett mozgáskorlátozott, orvosi javaslatra korán megtanult úszni, a versenyszerű úszást azonban viszonylag későn, 18 éves korában kezdte. A „kieső” éveket hamar pótolta, a paralimpiai induláshoz szükséges szintet igen rövid idő alatt sikerült hoznia. Első edzője Paczulák András volt, majd a paraúszó-válogatott akkori edzője, Kollár István irányította felkészülését. Első komolyabb nemzetközi versenye a barcelonai paralimpia volt, ahol két egyéni számban (50 m hát és 100 m mell) és a 4 × 50 méteres vegyesváltó tagjaként is pontszerző helyen végzett. Pályafutása során S5, SB5 és SM5 sérültségi kategóriákban versenyzett.  
A paralimpiát követően a Budapesti Honvéd Sportegyesülethez igazolt, ahol további fejlődés érdekében az ép versenyzőkkel készült. 
Rákövetkező évben egy Hollandiában, Deventerben rendezett rövidpályás versenyen 200 méter vegyesen úszta első világcsúcsát, melyet később, mind egyéniben, mind a váltó tagjaként még számos másik követett. 
Az 1994-es világbajnokságon kétszer is a dobogó legfelső fokára állhatott, először 50 méter pillangón, mely számban kétszer is világcsúcsot úszott, majd a 4 × 50 méteres vegyesváltó tagjaként, ahol újfent gyarapíthatta világcsúcsai számát. Ő volt az első olyan paraúszó, aki 54 másodpercen belül tudta leúszni az 50 méter pillangót.
Az 1995-ben, a franciaországi Perpignanban rendezett kontinensviadalon folytatta sikeres szereplését. 50 pillangón aranyérmet szerzett, megint csak világcsúcsot úszva, 100 mellen szintén a legjobbnak bizonyult, ezúttal Európa-csúccsal, valamint a 4 × 50 méteres vegyesváltó tagjaként bronzérmes lett. Ebben az évben a legjobb női mozgáskorlátozott sportolónak választották.
Pályafutása csúcsára az atlantai paralimpián ért fel, ahol a 4 × 50 méteres vegyesváltó tagjaként paralimpiai bajnoki címet szerzett, új paralimpiai csúccsal. Ez a győzelem sem volt izgalmaktól mentes, a lányok eredetileg másodikként értek célba, de a franciákat szabálytalan úszás miatt kizárták. 50 méter pillangón ezüstérmes lett, 200 vegyesen pedig pontszerző, negyedik helyen ért célba. Indult 100 mellen is, de ebben a számban stílushiba miatt kizárták.   
A paralimpiát követően visszavonult az aktív versenyzéstől.

## Eredményei
- paralimpiai bajnok (1996)
- kétszeres világbajnok (1994)
- kétszeres Európa-bajnok (1995)
- paralimpiai ezüstérmes (1996)
- Európa-bajnoki bronzérmes (1995)

## Rekordjai
- 200 m vegyes (rövidpályás verseny, Hollandia, 1993) – 4.30 p - világcsúcs
- 50 m pillangó (VB, Málta, 1994) – 54.72 mp, majd 50.87 mp - két világcsúcs
- 50 m pillangó (EB, Franciaország, 1995) – 49.76 mp - világcsúcs
- 100 m mell (EB, Franciaország, 1995) – Európa-csúcs
- 4 × 50 m vegyesváltó (paralimpia, Atlanta, USA, 1996) – 3.22 p - paralimpiai csúcs

## Tanulmányai
A csepeli Jedlik Ányos Gimnáziumban érettségizett. A Wesley János Lelkészképző Főiskola általános szociális munkás szakán diplomázott 2005-ben, másoddiplomáját közösségi pszichiátriai koordinátori szakon szerezte 2006-ban. A 2000-es évek közepén a debreceni családsegítő szolgálat munkatársaként tevékenykedett, majd egy helyi mentálhigiénés egyesület munkatársaként dolgozott.

## Kitüntetései, elismerései
- Az Év Mozgáskorlátozott Női Sportolója második helyezett (1994)[7]
- Az Év Mozgáskorlátozott Női Sportolója (1995)
- Az Év Mozgáskorlátozott Csapatának tagja (1996)
- A Magyar Köztársasági Érdemrend kiskeresztje (1996)
- Pro Urbe Pestszentlőrinc-Pestszentimre (1996)[8][9]
- Mozgáskorlátozottak Egyesületeinek Országos Szövetsége (MEOSZ) bronzérme (1996)[10]
- Magyar Úszó Szövetség tiszteletbeli tagja (2002)[11]
- Ember az Emberért Díj (MEOSZ)
- Halassy Olivér-díj (2020)[12]

## Családja
2006-ban kötött házasságot Berzi János építésszel. Lányuk Emma 2008-ban született.